# Хероj (филм из 1983)
Херој је индијски акциони филм из 1983. године, снимљен у режији Субаша Гаја, у којој главне улоге тумаче Џеки Шроф и Минакхи Шешадри. Џеки Шроф је играо истоимену главну улогу у филму, која га је и прославила. Глумица Минакхи Шешадри, бивша Мис Индије, такође је стекла славу улогом у овом филму. У 2015. години направљен је римејк филма под истим називом.

## Радња
Прича почиње када Пашу, познатог криминалца, одводи у затвор бивши генерални инспектор полиције, Шриканх Махур. Како би се избавио,Паша пише свом куму, Џекију. Џеки одлази код Шриканха Махура и прети му. Након тога киднапује Шриканхову ћерку Радху. Он јој говори са су он и његова банда полицајци те да су је одвели у џунглу како би је заштили од бандита који јој опседају кућу. Убрзо се заљубљују једно у друго. Међутим, она сазнаје да је он силеџија. Ипак, не оставља га, али га подстиче да се преда. Џеки одлази код полиције где га затварају на две године.
Након повратка кући, Радха све исприча свом брату Дамодару. Како би је заштитио од удаје за другог, Дамодар позива свог пријатеља Џимија да разоткрије њихову љубав. Али Џими погрешно тумачи ситуацију те се заљубљује у Радху. Након што се вратио, Џеки почиње да ради у гаражи и покушава да се опорави. Упркос свему, Шриканх га избацује из њиховог живота. После много дана и догађаја који следе, Дамодар сазнаје да је Џими шверцер дроге. Након што је пуштен из затвора, Паша смишља освету против Шриканха и Џекија, те киднапује Радху, Дамодара и Шриканха. Џеки долази у последњем тренутку и ослобађа их све. На крају, Шриканх одобрава Радхи да се уда за Џекија.

## Улоге
| Глумац          | Улога          |
| --------------- | -------------- |
| Џеки Шроф       | Џеки           |
| Минакхи Шешадри | Радха          |
| Сањев Кумар     | Дамодар Махур  |
| Шами Капур      | Шриканха Махур |
| Амриш Пури      | Паша           |
| Мадан Пури      | Барат          |
| Бинду           | Јамуна         |
| Барат Бхусхан   | Раму           |
| Шакти Капур     | Џими           |